# Grovsta
Grovsta är en småort i Länna socken i Norrtälje kommun, Stockholms län. 